# کازابلانکا (آلبوم)
کازابلانکا آلبوم موسیقی رضا رویگری است که در تاریخ ۳۱/اردیبهشت/۱۳۹۲ توسط شرکت موج نفیس ایرانیان منتشر شد.
رضا رویگری بازیگر ایرانی است که دربیش از سی و پنج فیلم سینمایی و ده مجموعۀ تلویزیونی بازی کرده است. او همچنین در حرفۀ نقاشی نیز فعال بوده و در سالهای اخیر در نمایشگاه‌هایی در ایران و آمریکا، آثارش را به نمایش گذاشته است.

## فهرست آهنگ‌ها
| #  | نام ترانه     | شاعر و ترانه سرا | ملودی            | تنظیم کننده     |
| -- | ------------- | ---------------- | ---------------- | --------------- |
| ۱  | بغض           | زهرا کلاته       | حمید عسگری       | امید حجت        |
| ۲  | قاصدک         | --------         | دکتر عماد توحیدی | بهنام شهرکی     |
| ۳  | شیرین و فرهاد | حامد اسدی        | مهدی یغمایی      | میلاد اکبری     |
| ۴  | صحنه          | امین بامشاد      | حمید عسگری       | امید حجت        |
| ۵  | دوران         | علی بحرینی       | رضا رویگری       | پوریا حیدری     |
| ۶  | سفر بخیر      | مریم اسدی        | مهدی یغمایی      | بهرنگ بهادرزاده |
| ۷  | زندگی         | زهرا کلاته       | حمید عسگری       | میلاد اکبری     |
| ۸  | کازابلانکا    | یغما گلرویی      | رضا رویگری       | پوریا حیدری     |
| ۹  | زیبایی        | زهرا عاملی       | پوریا حیدری      | پوریا حیدری     |
| ۱۰ | هنوز          | --------         | دکتر عماد توحیدی | علی زارع        |